# بولشوي موراشكينو (نيزنيج نوفغورود)
بولشوي موراشكينو (بالروسية: Большое Мурашкино) هي مدينة في مقاطعة نيجني نوفغورود أوبلاست في روسيا.